# Pedro II (obispo de Salamanca)
Pedro II Pérez, obispo de Salamanca (1247-1267)
Durante su episcopado el Estudio General de Salamanca alcanzó el título de Universidad dado por el rey Alfonso X en 1254.
Cedió a los dominicos la parroquia de San Esteban, cementerio y casas adyacentes, cuando su convento, que estaba en las orillas del Tormes, fue arrasado por la riada del 3 de noviembre de 1256, llamada de los Difuntos.